# Socjalistyczna Partia Ludowa Czarnogóry
Socjalistyczna Partia Ludowa Czarnogóry – (sr.:Социјалистичка народна партија Црне Горе, czar.:Socijalistička narodna partija Crne Gore) czarnogórska partia centrolewicowa założona w 1997 przez Momira Bulatovicia. Partia popiera wejście Czarnogóry do Unii Europejskiej, a przed wystąpieniem z federacji z Serbią opowiadała się za utrzymaniem unii.